# Wickie und die starken Männer
Wickie und die starken Männer ou As Aventuras de Vickie (título em Portugal) , é um filme alemão em live-action de acção e comédia baseado na série animada nipo-germânica Vickie, o Viking. Foi dirigido por Michael Herbig e produzido por Christian Becker no Rat Pack Filmproduktion em coprodução com Constantin Film e herbX film. O filme estreou em 9 de setembro de 2009 na Alemanha e em Portugal estreou em 7 de fevereiro de 2013.

## Sinopse
Vicky (Jonas Hämmerle) é filho de Halvar (Waldemar Kobus), chefe da aldeia de Flake. Halvar é um guerreiro forte e grande que mede a força do povo através de músculos. Vicky, por outro lado, é um garoto pequeno, mas muito inteligente que sempre tem que provar a seu pai que a engenhosidade de um homem pode ser melhor que músculos.
Um dia a aldeia de Flake é atacada, e todas as crianças – incluindo a namorada de Vicky, Ylvi (Mercedes Jadea Diaz) – são sequestradas excepto o próprio Vicky, por isso ele e seu pai Halvar e os outros viquingues da aldeia decidem sair e tentar resgatá-los. Os sequestradores são Sven, o Terrível e seu bando de piratas viquingues, que estão à procura do lendário tesouro, e para ganhá-lo, eles precisam da ajuda de uma criança que nunca falou uma mentira em sua vida. Embora em seu encalço, os viquingues de Flake capturam uma jovem chinesa e um bardo detestável (Michael Herbig) para a companhia, e juntos eles conseguem resgatar as crianças, escapando de Sven para regressar à Flake com o tesouro (embora ele não seja tão abundante como eles poderiam ter imaginado).

## Enredo
Wickie, filho do chefe viking Halvar von Flake, é por natureza muito inteligente, mas temeroso e dificilmente dá muito prazer a seu pai rabugento; apenas o pequeno Ylvi se apega a ele e valoriza sua inteligência. Quando um dia os vikings inimigos atacam a vila e sequestram todas as crianças, exceto Wickie, ele secretamente se esconde no barco dragão de Halvar e parte em uma perseguição aventureira.
É também Wickie quem descobre que o velho inimigo da aldeia, o "terrível Sven", está por trás do ataque. Sven precisa de uma criança que nunca mentiu para poder encontrar o tesouro encantado escondido lá em uma torre com o Chifre de óleos em uma ilha remota. Wickie está perdido em um navio que está afundando. Lá, os “homens fortes” ao redor de Halvar encontram um baú de tesouro, e nele encontram a bela chinesa Lee Fu. Wickie também cai nas garras do "terrível Sven"; mas ele pode fugir novamente com a ajuda de um peixe-serra e duas focas. Ele conta a seu pai sobre os planos de Sven e desenvolve um plano para libertar as outras crianças e Ylvi. Lee Fu mostra-lhes o caminho para a Ilha do Tesouro de Sven. Uma vez lá, os homens do Vikings Sven têm uma verdadeira briga, enquanto Wickie liberta as crianças com a ajuda de ajudas mecânicas que ela inventou. A fuga é bem-sucedida ao fazer o barco voar com pipas acrobáticas e conduzi-lo de volta a Flake. Wickie é agora o herói da aldeia. Lee Fu obtém o tesouro para poder comprar seus pais gratuitamente do imperador.
O filme usa elementos e cenas da série animada, mas os combina em um novo enredo. Os adereços e estruturas cuidadosamente projetados combinam com os modelos desenhados até o último detalhe, mas o telespectador não deve esperar precisão histórica. O diretor Herbig aparece como um cronista coadjuvante e comenta os acontecimentos como redator do Real Serviço Telegráfico Espanhol com sotaque espanhol.

## Elenco
- Jonas Hämmerle como Vicky
- Waldemar Kobus como Halvar
- Nic Romm como Tjure
- Christian Koch como Snorre
- Olaf Krätke como Urobe
- Mike Maas como Gorm
- Patrick Reichel como Ulme
- Jörg Moukaddam como Faxe
- Mercedes Jadea Diaz como Ylvi
- Sanne Schnapp como Ylva
- Ankie Beilke como Lee Fu
- Günther Kaufmann como Der schreckliche Sven
- Christoph Maria Herbst como Pokka
- Helmfried von Lüttichau como Strickerpirat

## Produção

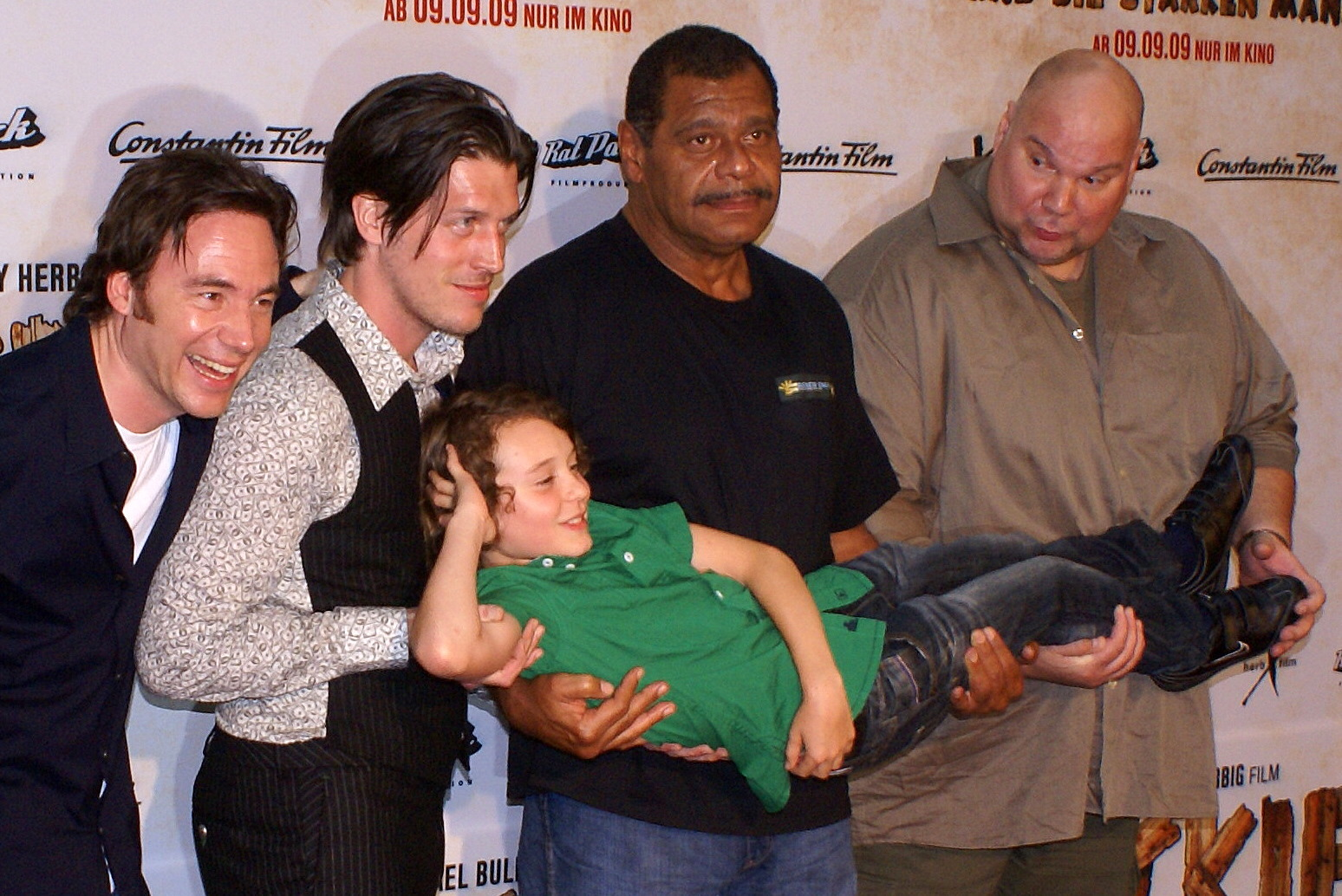
Die em agosto de 2009

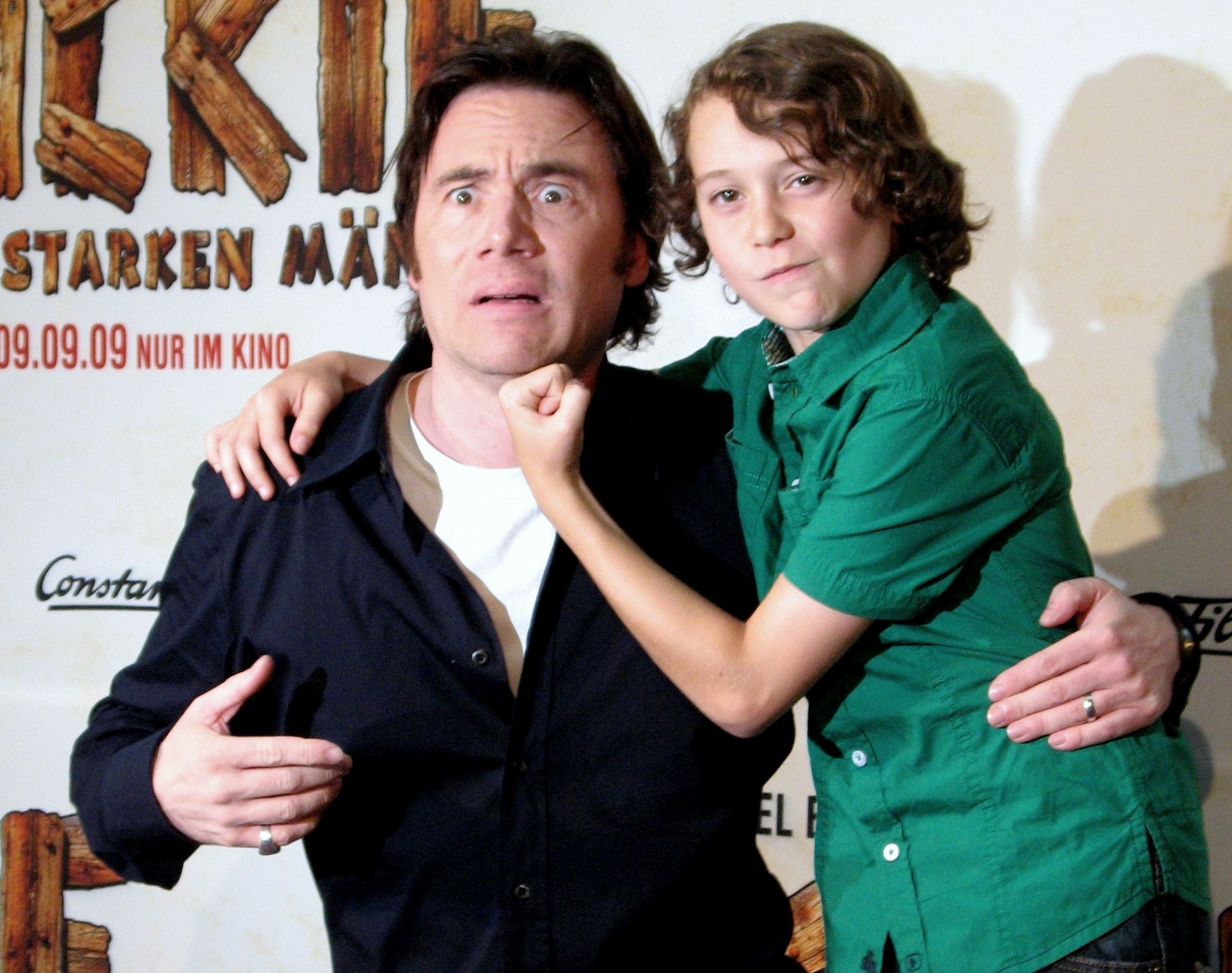
Michael Herbig com o actor de Wickie, Jonas Hämmerle (2009)

### Equipe
No show de talento Bully sucht die starken Männer, do dia 15 de abril de 2008 começou com Herbig examinando no programa da noite de ProSieben em seis transmissões o melhor desempenho para os papeis de Rollen Snorre, Gorm, Faxe, Tjure, Urobe, Ulme Der Schreckliche Sven. O júri se sentou com o actor Jürgen Vogel, e com os produtores Rita Serra-Roll e Michael Bully Herbig.

### Cinematografia

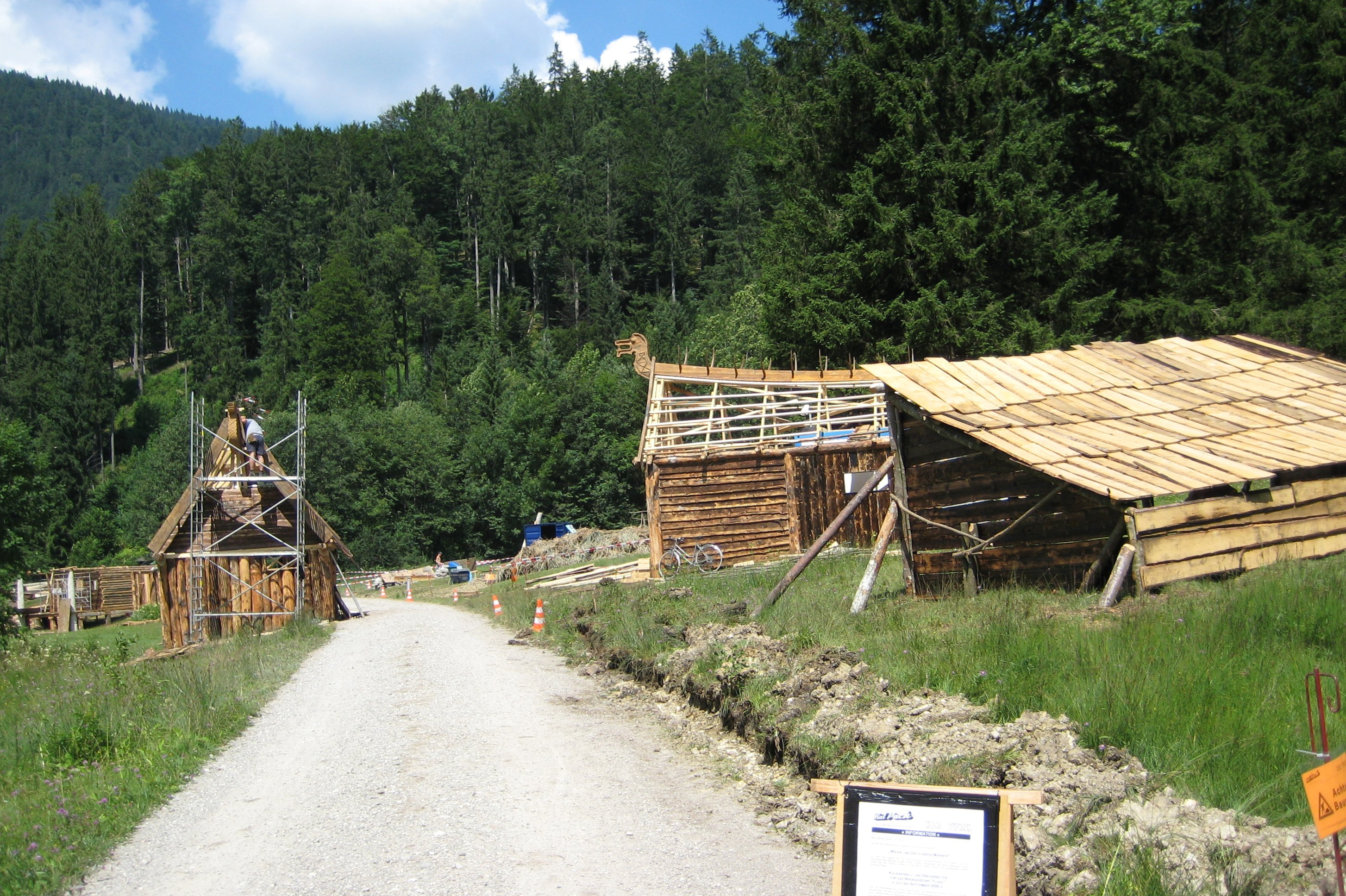
Estrutura da aldeia viquingue em Walchensee (2008)

O filme foi gravado na Bavaria Filmstudios, em Malta e Gozo, em Bad Heilbrunn, na baía de Sachenbacher, e em Zwergern Walchensee, no Bad Tölz-Wolfratshausen. Devido a sua aparência atraente, Walchensee em 1959 serviu como local para a série Tales of the Vikings de Christopher Lee, e em 1958 para o filme The Vikings que estrelou Kirk Douglas.
O local ideal para o filme foi procurado por toda a Europa, até que descobriram a baía no Walchensee e optaram por ser lá. Então, Michael Herbig disse: "Este é o Hammer. Ele realmente se parece com o norueguês Fjord e o lago tem uma mistura de Caribe e Eiswasser. Não poderíamos encontrar nada melhor em toda a Escandinávia.“ Para filmar a aldeia viquingue, outras instalações foram construídas no Walchensee. As cenas de corrida foram filmadas em agosto de 2008 em Bad Heilbrunn.

### Custos de produção
O custo e o orçamento ficaram num total de 8 milhões  de Euros.

## Prémios
- 2009
  - Bambi na Categoria Filme Nacional
  - Bayerischer Filmpreis na Categoria Prémio do Público
  - Bayerischer Filmpreis na Categoria Filmes de Família
  - Deutscher Comedypreis na Categoria Filmes Populares de Comédia
  - Goldene Leinwand (3 Milhões de Visitantes)
- 2010
  - Deutscher Filmpreis 2010: Nomeado para o Melhor Design de Produção, Maquilhagem, Melhor Música de Cinema e Design de Som
  - Goldener Spatz Júri Infantil no Festival Kinderfilmfest em Erfurt de Melhor Longa-Metragem
  - Video Champion na Categoria Filme Alemão

O prémio Deutsche Film- und Medienbewertung (FBW) de filme com o título extremamente valioso.

## Sequela
Devido ao enorme sucesso do filme na Alemanha, uma sequela intitulada Wickie auf großer Fahrt foi lançado nos cinemas da Alemanha em 29 de setembro de 2011. O filme foi apresentado em 3D e incluiu o elenco original com excepção de Michael Herbig; e foi dirigido por Christian Ditter.